# Haus in der Sonne
Das  Haus in der Sonne, ehemals auch Friedrichsburg und Bergschlösschen, ist ein 1770 errichtetes Weinberghaus im Stadtteil Oberlößnitz der sächsischen Stadt Radebeul. Der seit 1939 denkmalgeschützte Landsitz liegt in der Weinbergstraße 44, innerhalb des Denkmalschutzgebiets Historische Weinberglandschaft Radebeul.

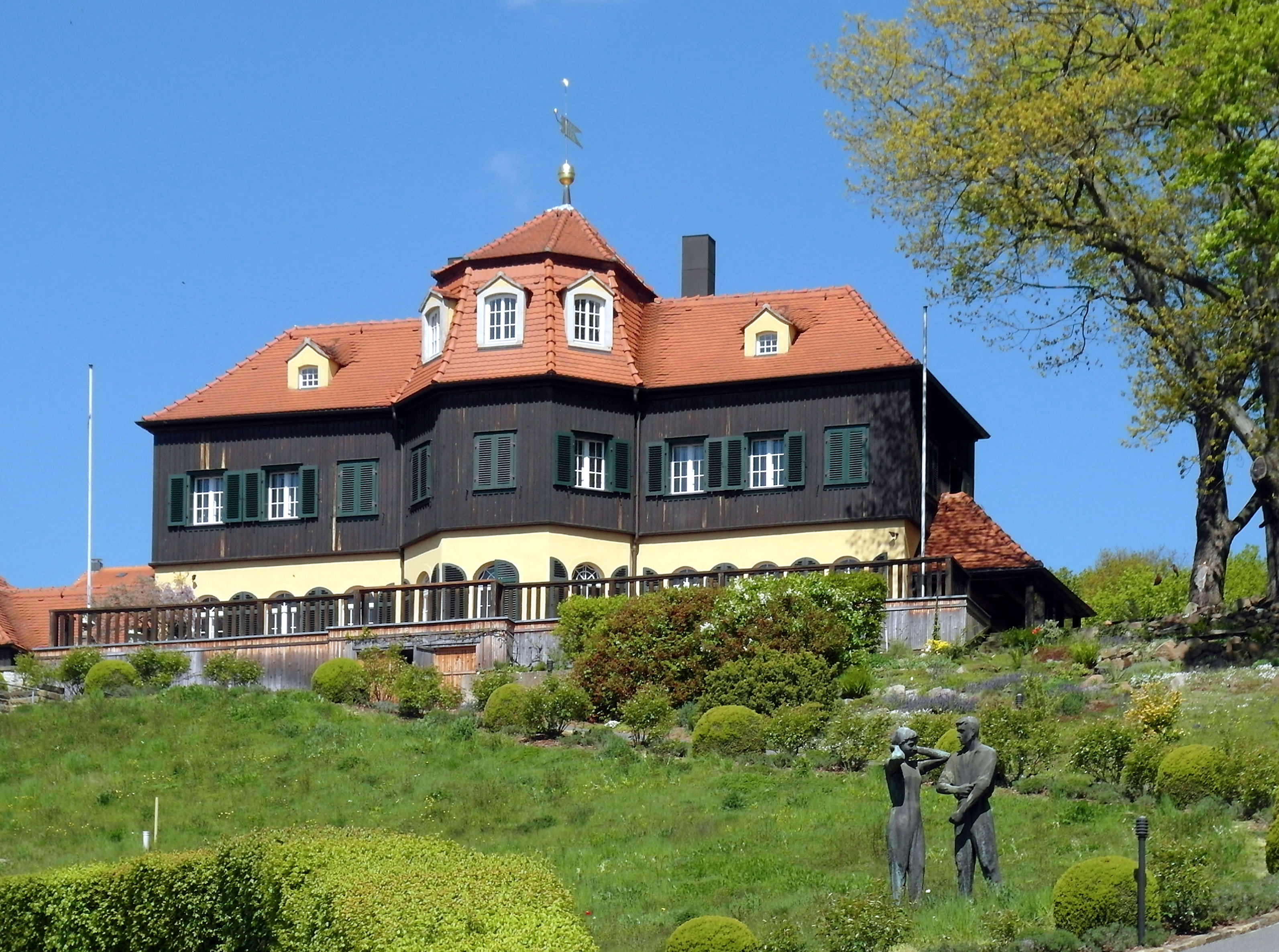
Haus in der Sonne, vom Tal aus

## Beschreibung

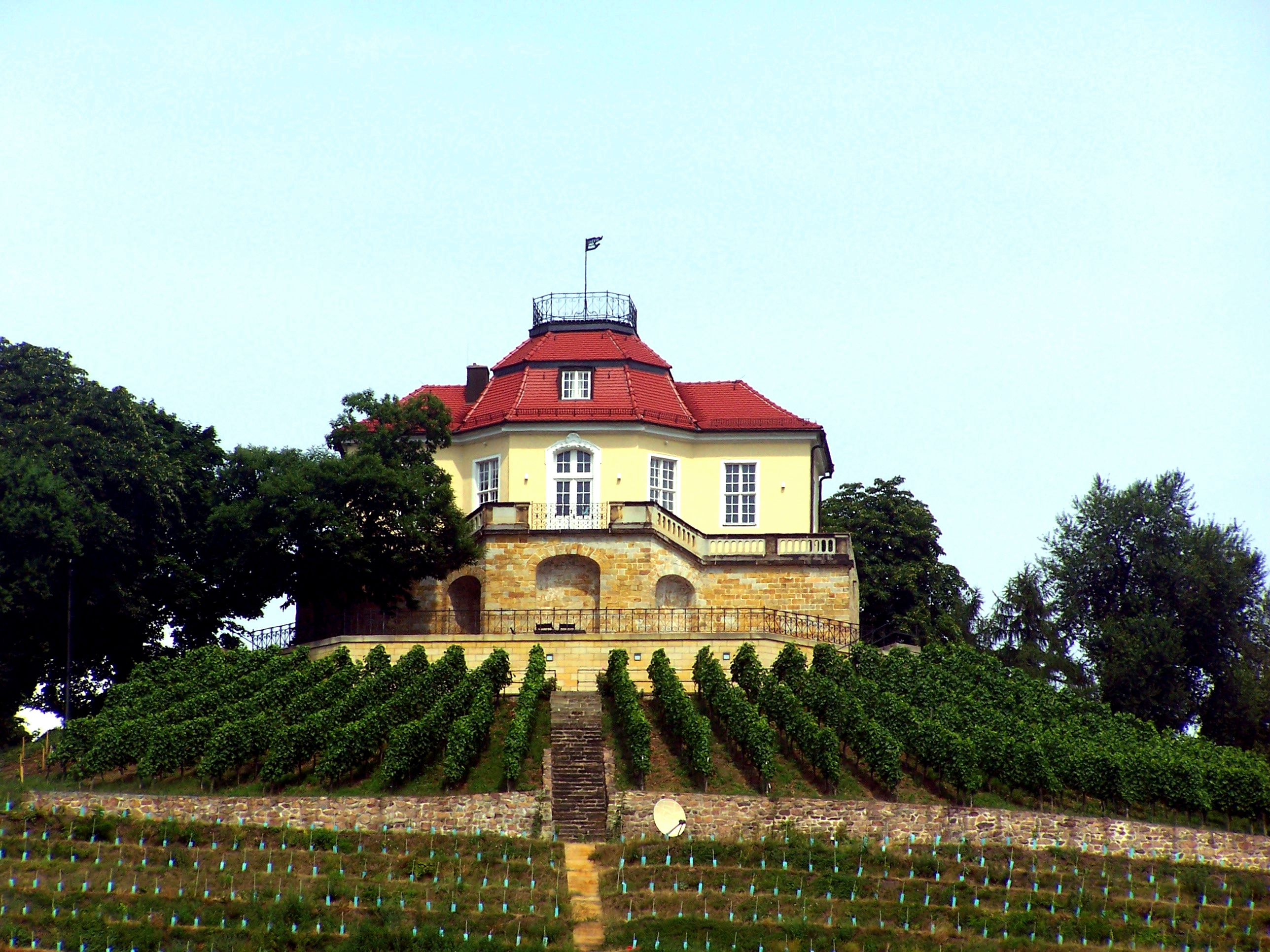
Zum Vergleich: Mätressenschlösschen

Das Kerngebäude ist ein zweigeschossiger Bau mit einem Walmdach, nach Süden und Norden mittig vorgebaut ist ein polygonaler Vorbau mit einem Mansard-Zeltdach, sodass sich der Eindruck eines Turmes ergibt. Oben auf der Spitze steht eine Wetterfahne, die die Datierung auf 1770 zeigt sowie die drei Initialen des damaligen Eigentümers (CGS oder GCS). Bei Gurlitt in seiner Fundamentalinventarisation für die Lößnitzortschaften von 1904 trug das unter der Adresse Obere Bergstrasse Nr. 88 aufgeführte Kunstdenkmal noch die Initialen G.S.
Das geputzte Erdgeschoss ist massiv und steht auf einem Bruchsteinsockel, das ebenfalls verputzte Obergeschoss aus Fachwerk ist seit den 1920er Jahren wieder voll verbrettert, nachdem Gurlitt 1904 von einem teilweisen Fehlen der Verschalung berichtete.
Hinter den Rundbogenfenstern des Vorbaus im Erdgeschoss liegt ein ausgemalter Gartensaal. Das gesamte Weinberghaus beherbergt heute 17 Zimmer sowie 5 Bäder, das Grundstück ist etwa 12.000 m² groß.
Nach Westen erstreckt sich ein eingeschossiger Flügel (Atelier) mit Mansarddach sowie ein Querbau mit Walmdach. Auf der Ostseite befindet sich ein Standerker. Nach Norden erstrecken sich weitere Anbauten.
In die Fassade des Hauses in der Sonne sind Reliefs eingelassen, so zwei mit landwirtschaftlichen Motiven und eines mit zwei Putten mit Waage, die das Haus und einen Geldbeutel wiegen. Über dem Eingang auf der Nordseite findet sich der Spruch non mihi sed posteris (nicht für mich, sondern für die Nachkommen).
Von seiner Form her sieht das Haus in der Sonne wie ein Vorbild aus für das wenige Monate später weiter im Westen auf Neufriedstein entstandene Mätressenschlösschen.

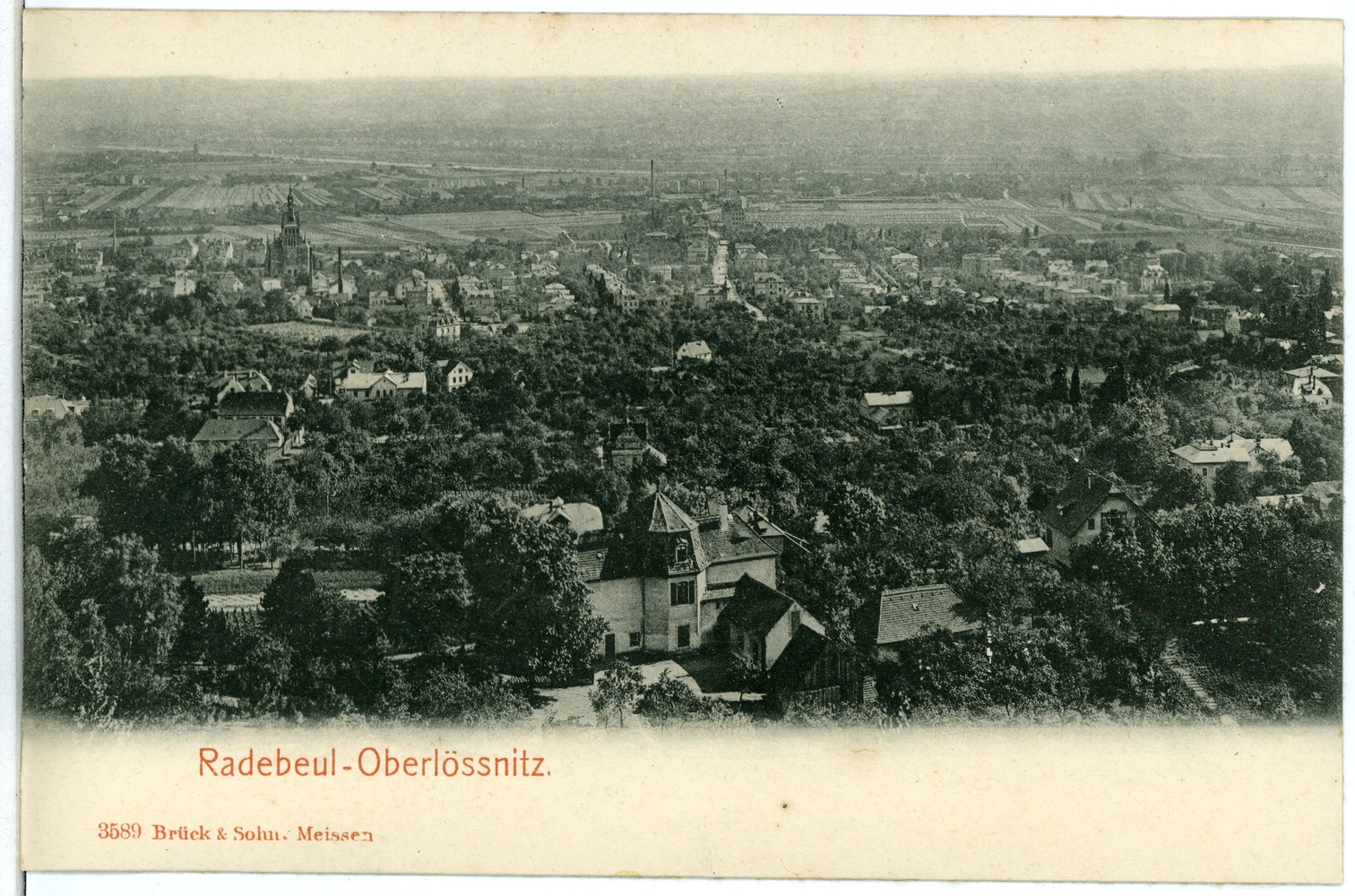
Zustand der Bergseite 1903, noch ohne Anbauten von Hammitzsch
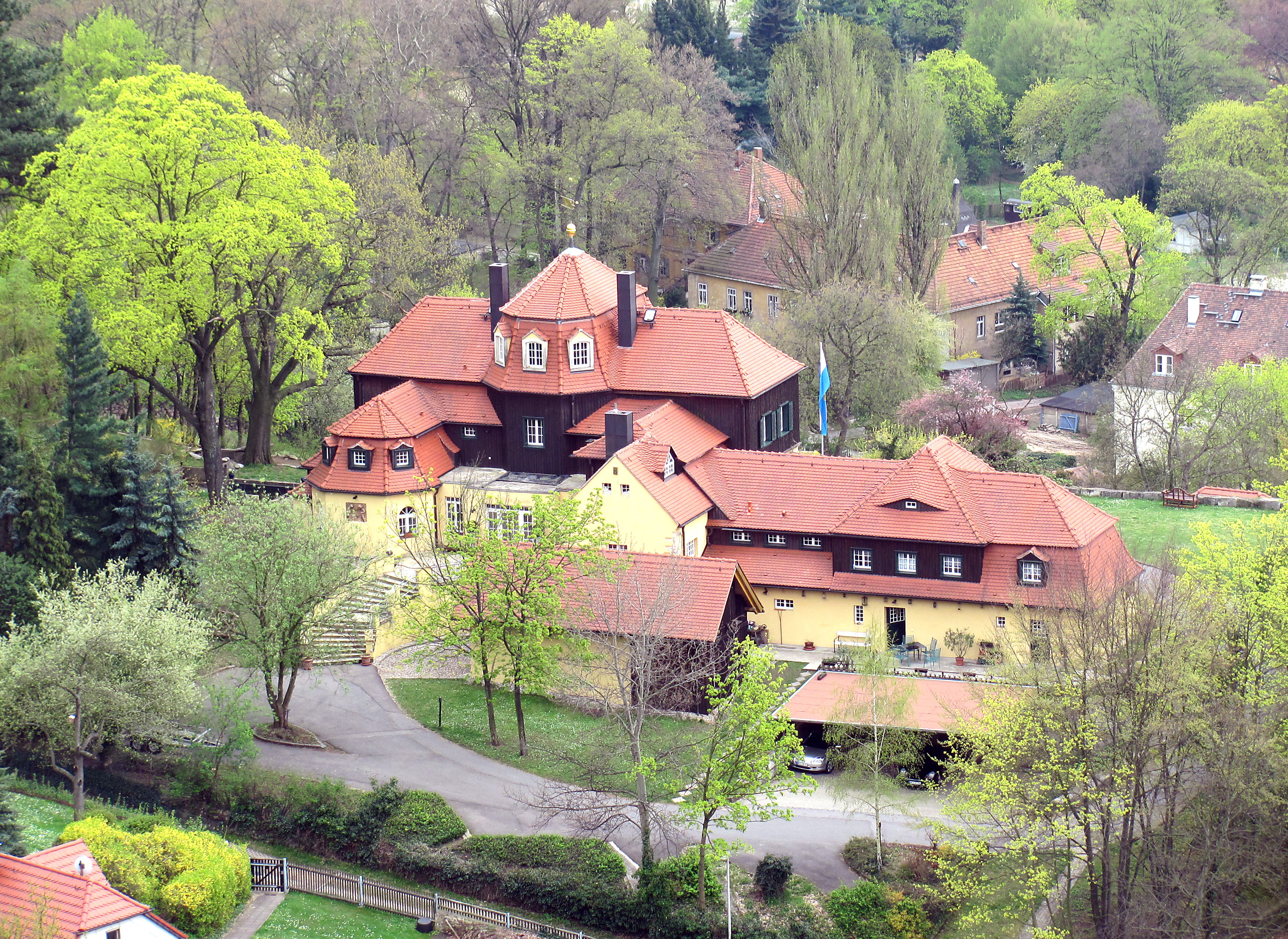
Haus in der Sonne, von der Cikkurat aus
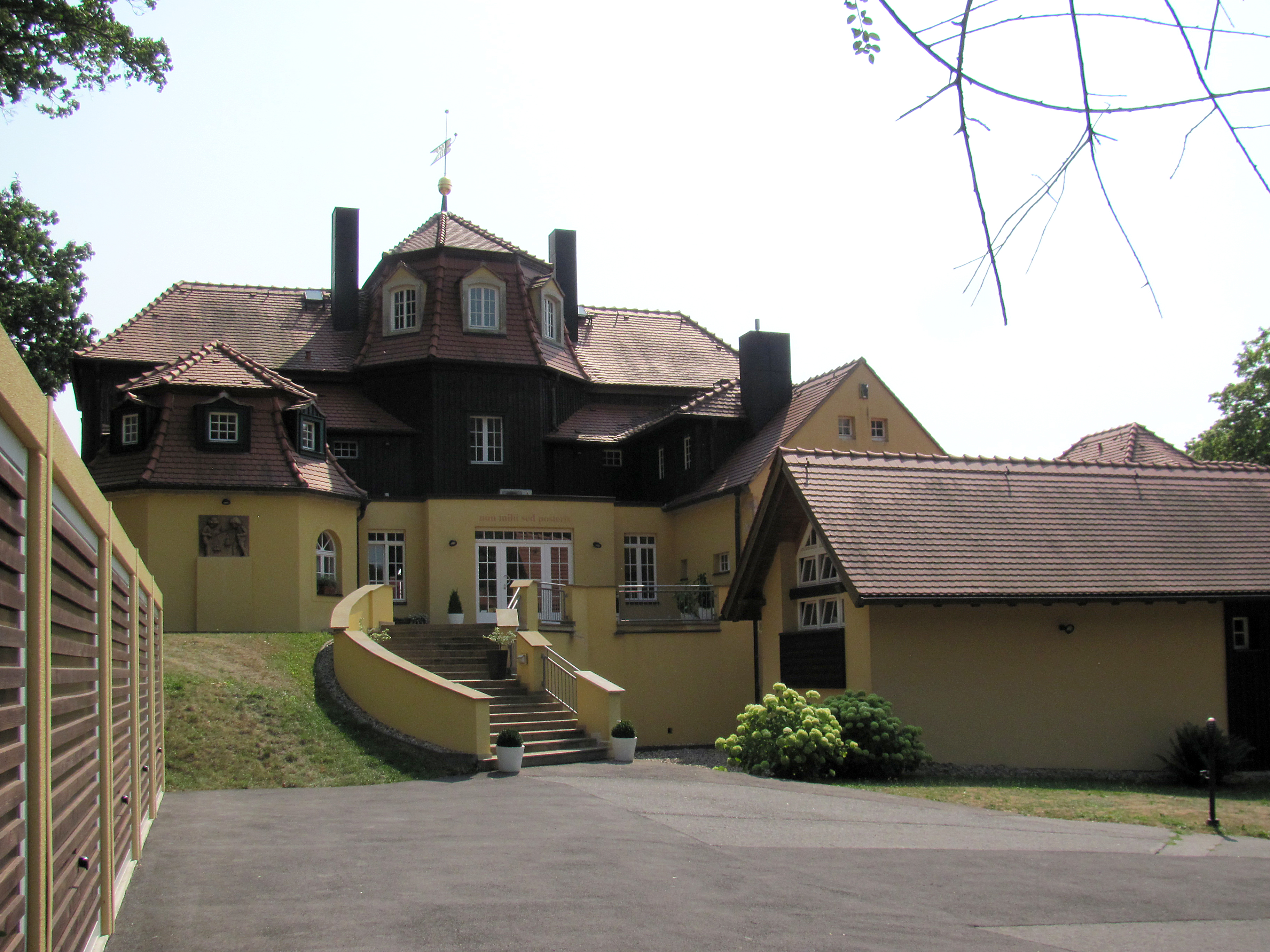
Puttenrelief und historischer Spruch auf der Bergseite
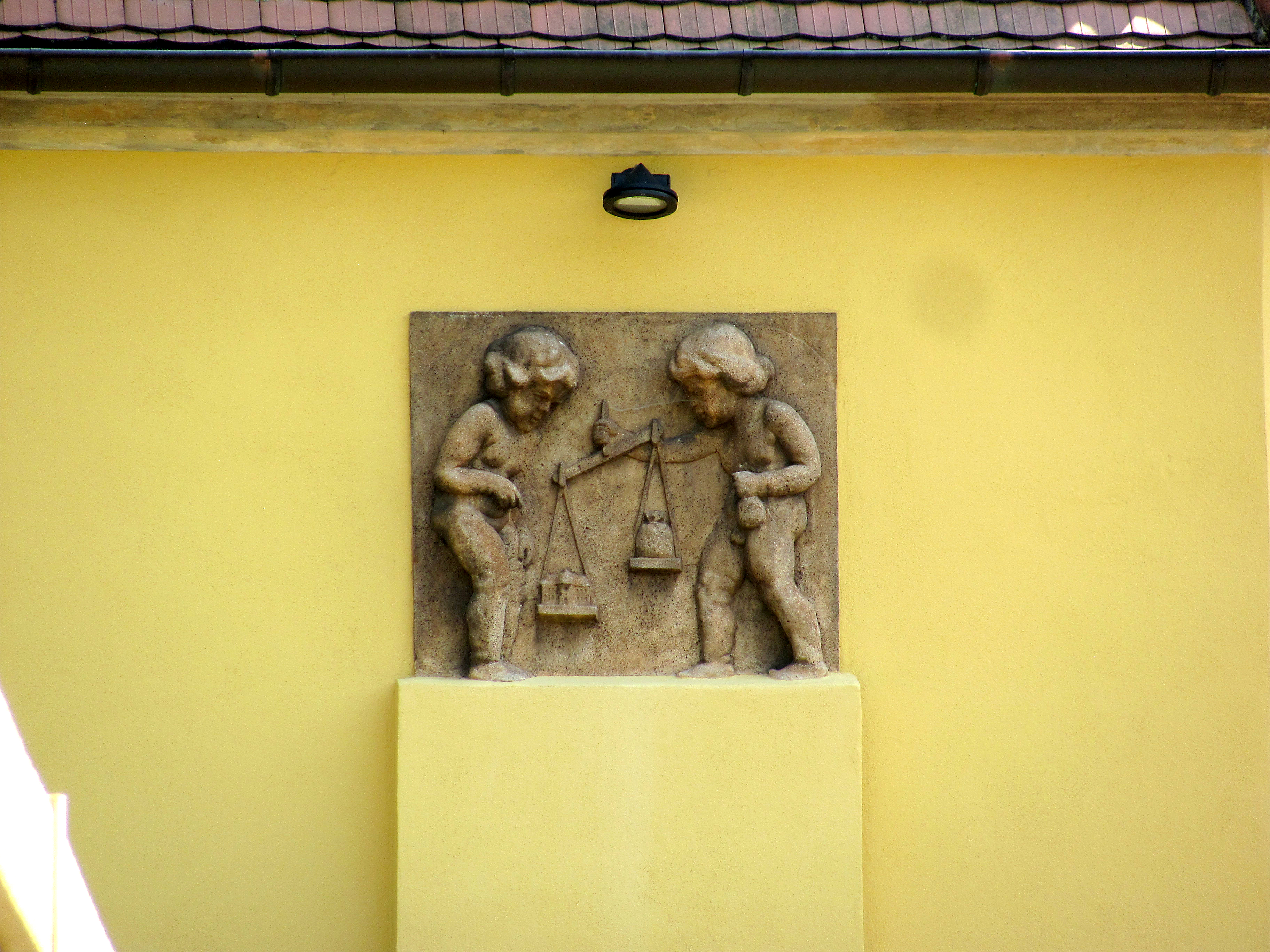
Puttenrelief

## Geschichte

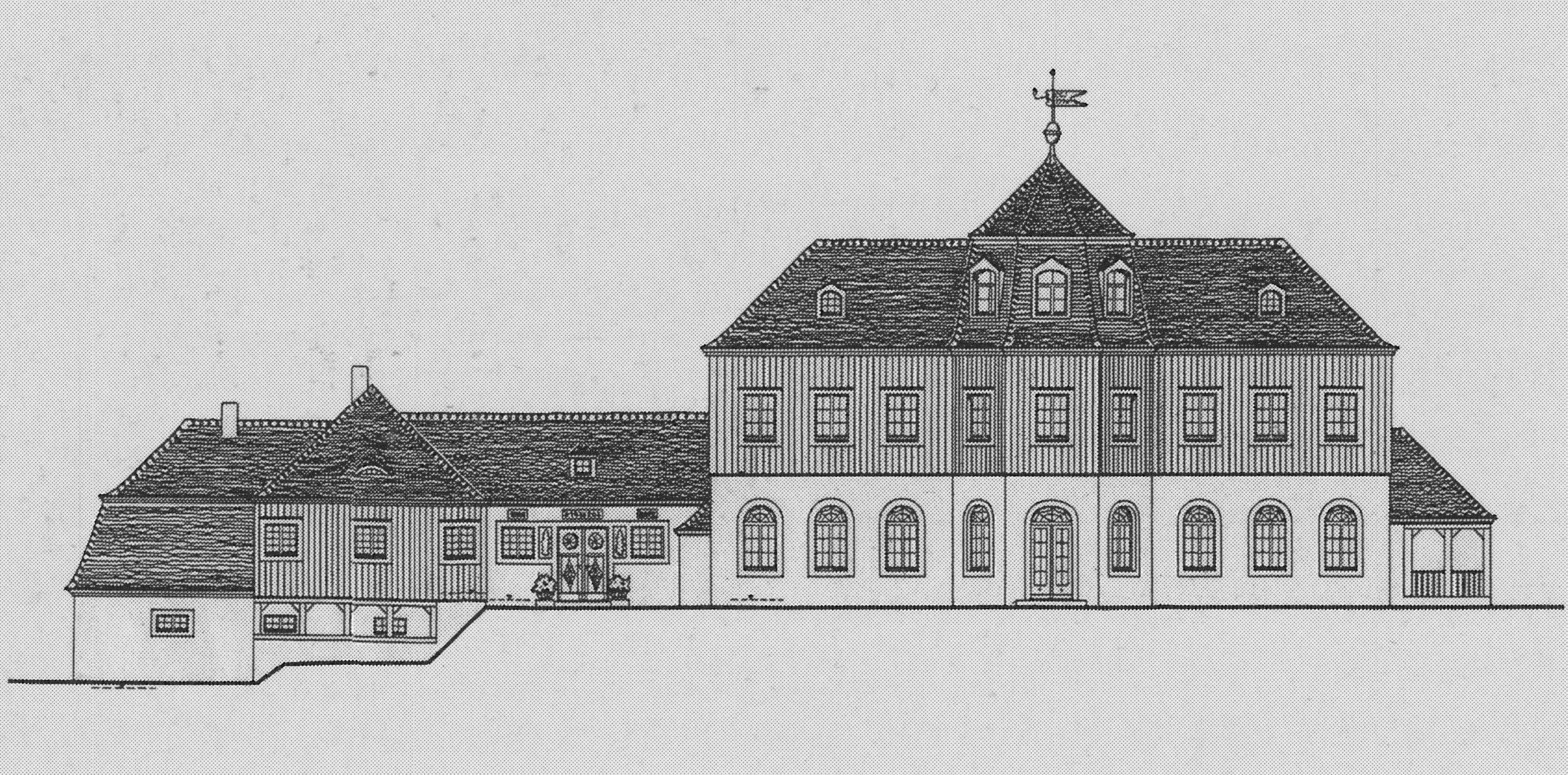
Umbauzeichnung Hammitzsch, 1920

1770 ließ sich der kurfürstlich-sächsische Münzfaktor Georg Christian Städter (oder Stätter) auf seinem Weingut, dem Kröberischen Weinberg (später auch Krebelscher Weinberg), das barocke Weinberghaus als Herrenhaus errichten. Den Sommersitz bauten ihm der Hoflößnitzer Maurermeister Heerklotz und der Königsteiner Zimmermeister Gottschalk. Auf dem Anwesen stand weiter nördlich noch ein Wirtschaftsgebäude mit Weinpresse und Weinkeller. Seit 1790 wurden die Gebäude mehrfach erweitert. In der ersten Hälfte des 19. Jahrhunderts war das Anwesen im Besitz des Kaufmanns Friedrich Zembsch, dem auch das am Fuß des Weinbergs gelegene Weingut (Haus Steinbach) gehörte. Zembsch nannte das Gebäude Friedrichsburg.
Nach der Reblauskatastrophe Mitte der 1880er Jahre wurde das Gebäude zu Beginn des 20. Jahrhunderts in fünf Wohnungen aufgeteilt.
1917 erwarb der Architekt Martin Hammitzsch, der durch den Bau der Dresdner Yenidze bekannt wurde, zusammen mit seiner ersten Frau Marie das Anwesen. 1920/1921 gestaltete er das Haus im Stil der Heimatschutzarchitektur um und erweiterte es auf der West-, Nord- und Ostseite zu einem großzügigen Landhaus. Zu dieser Zeit gab er dem Haus auch seinen heutigen Namen Haus in der Sonne aufgrund der exponierten Lage nach Süden. Auch ließ er Teile des Weinbergs wieder aufreben. Während der Umbauzeit wohnte Hammitzsch in der nahegelegenen Weinbergstraße 48.
1936 heiratete er in zweiter Ehe Angela verw. Raubal geb. Hitler (1883–1949), die Halbschwester Adolf Hitlers. 1937 oder 1938 verkaufte er das Haus in der Sonne an die Deutsche Arbeitsfront und zog nach Dresden; er war noch 1939 im Radebeuler Adressbuch als Eigentümer eingetragen. 1939 wurde das Haus unter Denkmalschutz gestellt. Im Jahr 1940 verkaufte die Deutsche Arbeitsfront das Anwesen weiter an die Heinsius von Mayenburg Verwaltungsgesellschaft mbH, die mit den Dresdner Leowerken verbunden war.
Zu Zeiten der DDR gehörte der Besitz zum VEB Elbe-Chemie. Nach 1990 erhielten die Erben des 1952 verstaatlichten Mundhygiene-Unternehmens ihr Anwesen zurück, das sie 1993 an einen Radebeuler Bauunternehmer verkauften, der das verfallende Gebäude denkmalgerecht sanierte und mit seiner Familie dort einzog. Im Mai 2009 verkündete dieser, „dass ihm das Haus zu groß sei und er es verkaufen wolle.“
Der Weinberg gehört heute zum Hermannsberg, der zur Weinbau-Einzellage Radebeuler Goldener Wagen innerhalb der Großlage Radebeuler Lößnitz gehört.

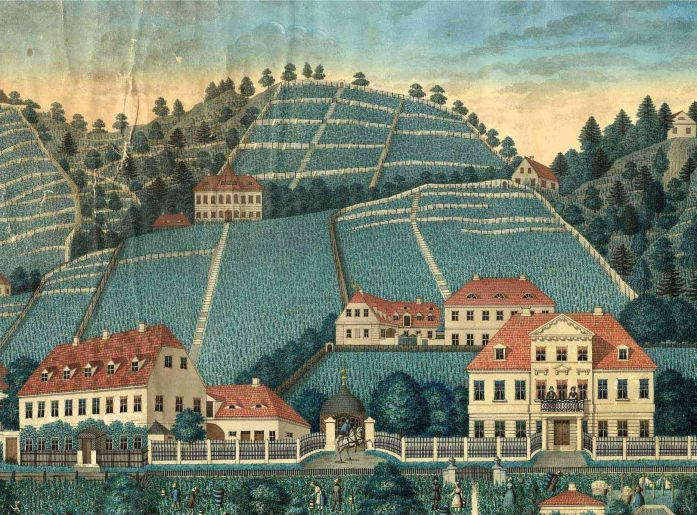
„Friedrichshöhe in Oberlößnitz“[10]. Stich vom Weinguts-Anwesen des Kaufmanns Zembsch, li. das Winzergut, re. die Villa, davor verläuft noch die Straße. In der Bildmitte li.: Haus in der Sonne. Vor etwa 1850
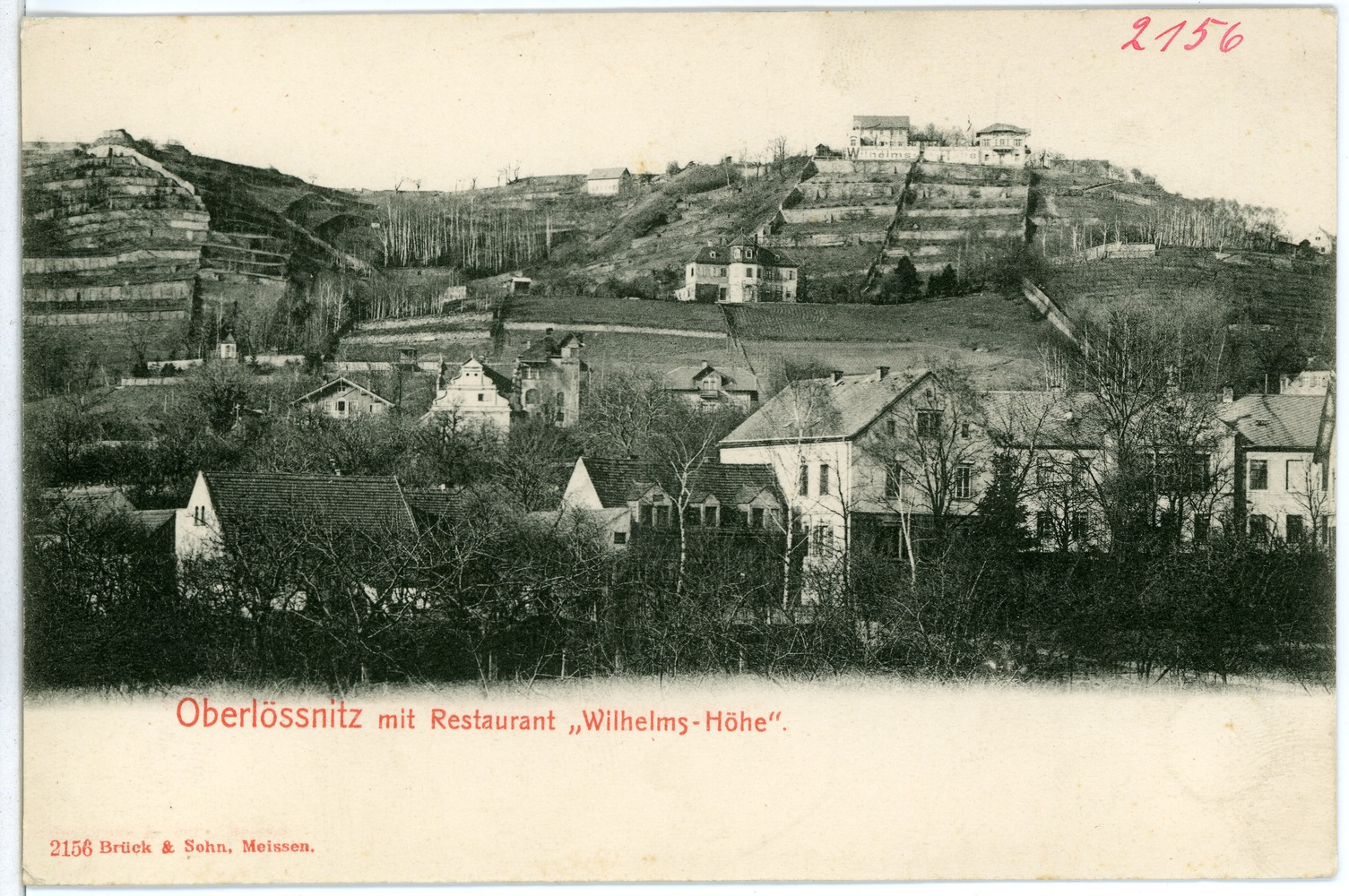
Zustand 1901, rechts oberhalb die Wilhelmshöhe
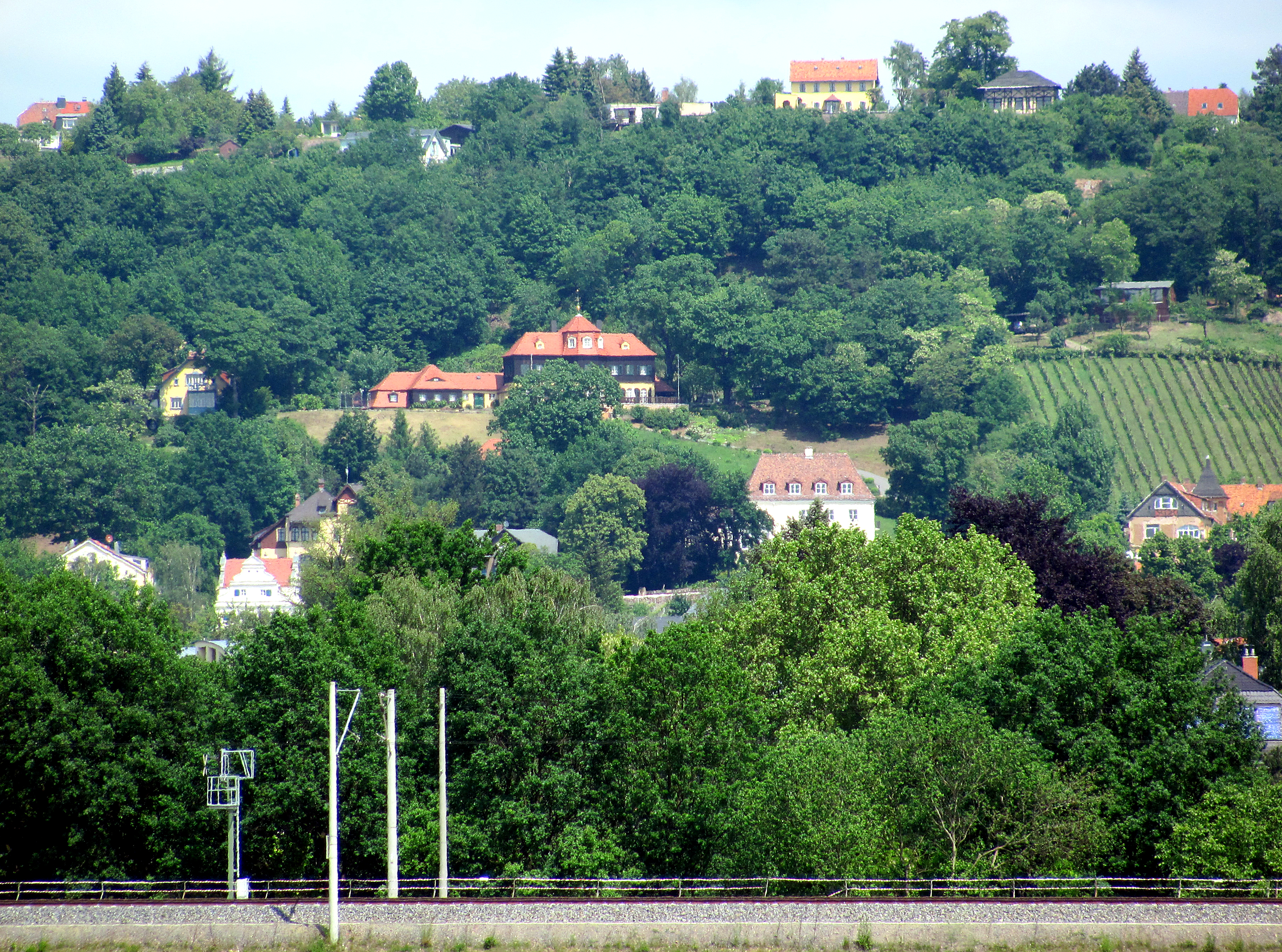
Von ferne. Im Uhrzeiger: Wilhelmshöhe (auf 1 Uhr), Winzerhaus Hofmannsberg (3:30), Weinbergstraße 46 (4), Villa Friedenshain (6, nur Dach), Villa Oswald Haenel (7), Bennoschlösschen (7), Hohlweg 88b (9 Uhr)
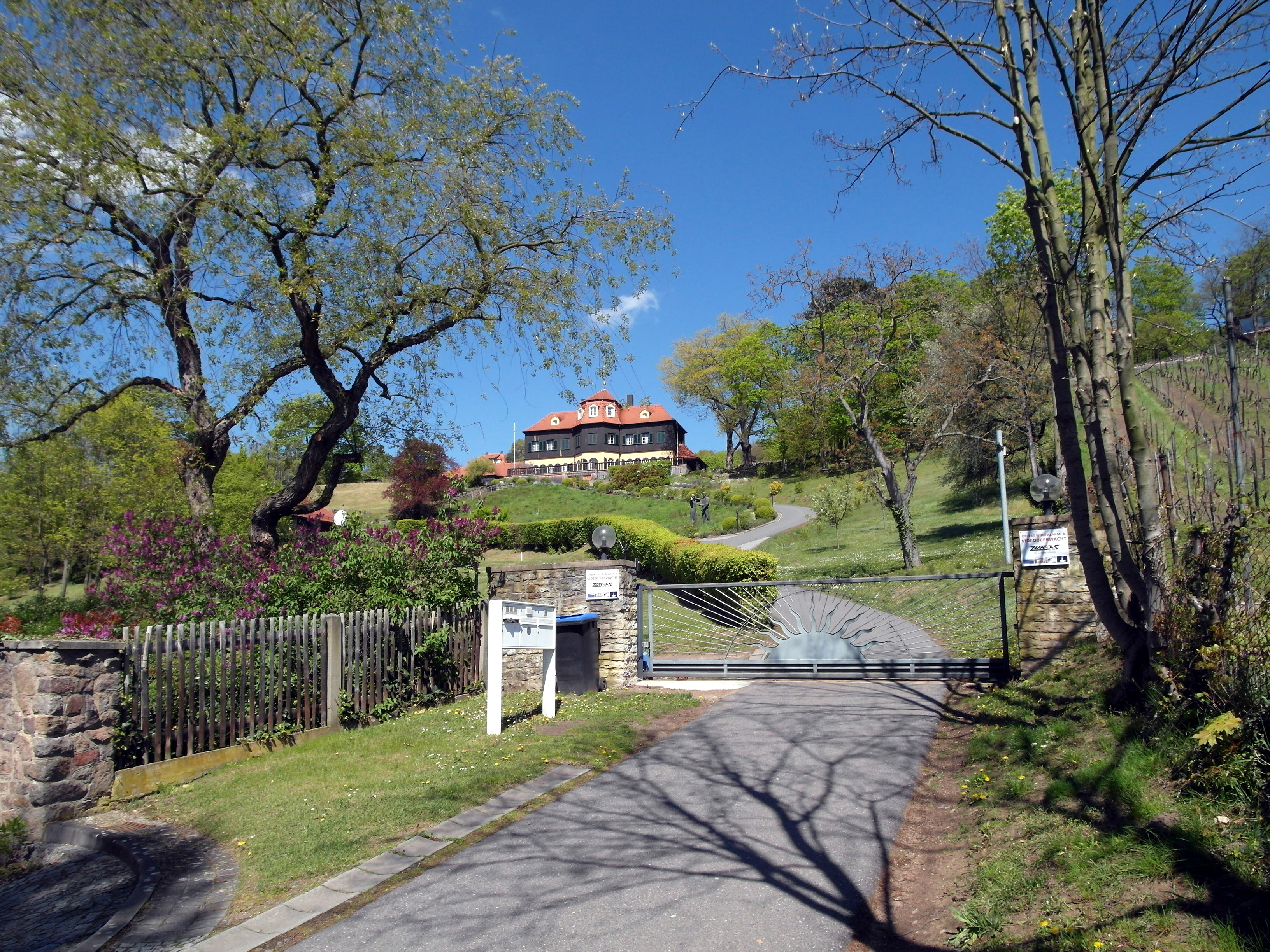
Haus in der Sonne oberhalb der Einfahrt